# Cultura epiolmeca

Yacimientos epiolmecas importantes.

La Cultura epiolmeca es un área cultural situada en el territorio central del actual estado mexicano de Veracruz, concentrada en torno a la cuenca del río Papaloapan. Esta cultura existió durante el Período Formativo Tardío de la cronología mesoamericana, aproximadamente entre el 300 a. C. hasta el 250 d. C. La cultura epiolmeca fue sucesora de la cultura olmeca, de ahí el prefijo "epi-" o "post-". Aunque la cultura epiolmeca no alcanzó un desarrollo tan duradero como su predecesora, sí consiguió con su sofisticado calendario y sistema de escritura un gran nivel de complejidad cultural desconocido por los olmecas. Recientemente se han hecho proclamas de desciframiento de dicha escritura, revelando que la lengua de las mismas podría estar emparentada con las lenguas mixe-zoqueanas.
Tres Zapotes y posteriormente Cerro de las Mesas fueron los mayores centros epiolmecas aunque ninguno alcanzaría un tamaño e importancia semejantes a las grandes ciudades olmecas que los precedieron ni El Tajín después de ellos. Entre otros centros epiolmecas de importancia también destacan El Mesón, Lerdo de Tejada, La Mojarra, Bezuapán y Chuniapán de Abajo

## La cultura epiolmeca en contexto
El surgimiento de la cultura epiolmeca en la franja occidental del territorio olmeca coincide con la despoblación de la franja orienta y el declive de la cultura olmeca en general. La cultura epiolmeca representó una transformación gradual en lugar de una ruptura completa con la cultura olmeca. Por ejemplo, muchos elementos y motivos artísticos de los olmecas fueron utilizados por su cultura sucesora. Tres Zapotes, uno de los principales centros olmecas, continuó siendo un importante centro regional durante la cultura epiolmeca. Por otra parte, la vida cotidiana de las clases no privilegiadas continuó siendo muy similar: agricultura de subsistencia con complemento ocasional de caza y pesca, edificios de ramas entrelazadas, tejados de cubierta vegetal, y hórreos de almacenaje con forma de campana.
Adicionalmente, durante el Período Formativo Tardío Mesoamericano se produjo un declive extendido del comercio y otras interacciones interregionales por todo el territorio. junto con una reducción marcada del uso de objetos exóticos de prestigio como cuentas de piedra verde. Se ha propuesto que estas mercancías exóticas fueron sustituidas por bienes de lujo locales, como ropas y tocados valiosos. Sin embargo el declive del comercio y las relaciones interregionales no fueron uniformes: en especial la interacción con los pueblos y culturas del istmo de Tehuantepec se incrementaron, y también se percibe un incremento en la importación de obsidiana.
En contraste con el arte olmeca anterior, el arte epiolmeca muestra una pérdida general de detalles y calidad. Las figurillas cerámicas son mucho menos realistas y los monumentos y estelas de basalto de Tres Zapotes son mucho menos elaborados que los de época anterior en San Lorenzo y La Venta.
Debido a la ubicación descentralizada de grupos de túmulos y escultura monumental en Tres Zapotes, se considera que la jerarquía social epiolmeca estaba menos centralizada que sus predecesores olmecas, quizás mostrando la existencia de una asamblea de gobierno faccionalizada en lugar de un sistema de gobierno en torno a un gobernante único.

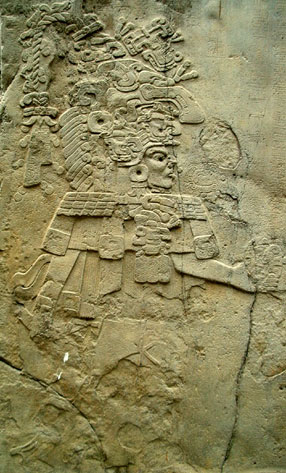
Imagen del lado izquierdo de la estela de La Mojarra, donde aparece una figura identificada como "Señor Cosechador de la Montaña".

## Escultura epiolmeca

### Escritura y calendario
Aunque la descripción de lo que parecen ser acontecimientos históricos puede contemplarse en la Estela 3 de La Venta ("Tío Sam") y en el Monumento 13 ("El Embajador"), la escultura olmeca estaba más orientada hacia los retratos de gobernantes, como reflejan por ejemplo numerosas cabezas colosales. En contraste, los monumentos epiolmecas muestran un creciente interés por la historicidad, culminando finalmente con la aparición de inscripciones epigráficas fechadas.
Las inscripciones epigráficas fueron posibles debido a que la cultura epiolmeca desde época temprana comenzó a utilizar un conjunto de signos calendáricos a largo plazo, así como un sistema de escritura muy primitivo, la escritura epiolmeca o istmiana. La escritura istmiana aparece en varias esculturas epiolmecas como la Estela 1 de La Mojarra, la Estatuilla de Tuxtla, y la Estela C de Tres Zapotes. Cada uno de estos monumentos contiene un sistema de datación a largo plazo y son los textos más detallados de esta época en Mesoamérica. Recientemente, Joh Justeson y Terrence Kaufman, en un artículo publicado en 1993, afirman haber logrado un desciframiento parcial de la escritura epiolmeca de la estela de La Mojarra. De acuerdo con este intento de desciframiento la lengua de esas inscripciones parece ser una lengua mixe-zoque, de hecho podría ser un ascendiente directo del idioma proto-mixe-zoque (reconstruido) 
anterior a la separación de estas lenguas en dos ramas.
El sistema de escritura y los signos calendáricos epiolmecas parece ser los antecesores históricos de los sistemas de escrituras desarrollados posteriormente por los mayas.

### Temas artísticos
Mientras que los monumentos de Izapa, algunos a 500 km al sudeste muestran temas míticos y religiosos, los monumentos epiolmecas glorificaban a sus gobernantes. La Estela 1 de La Mojarra, por ejemplo, muestra a un gobernante con un elaborado atuendo y tocado. La traducción de Justeson y Kaufman de la escriptura istmiana que lo acompaña da a la figura el nombre de Señor Cosechador de la Montaña y la escritura cuenta su ascenso al poder, una guerra, un eclipse solar, su sacrificio personal de sangre (según las prácticas locales, los gobernantes derramaban parte de su sangre en honor a los dioses) y un "sacrificio de ofrendas" quizás de su cuñado
Varios monumentos epiolmecas similares muestran figuras lujosamente vestidas con elevados tocados, como la Estela de Alvarado y la Estela 1 de El Mesón. Estos dos monumentos también muestran una figura más pequeña en posición subordinada y aparentemente intimidad. Algunos glifos erosionados de escritura isthmiana también aparecen en la Estela de Alvarado. La Estela 1 de El Mesón carece de texto.
Este arte monumental de "gobernantes exaltados" posteriormente se extendió en los territorios mayas del este durante la era clásica mesoamericana.

## Transformación final
Hacia el 250 d. C., Cerro de las Mesas, Remojadas y otros lugares al norte a lo largo de la costa de Veracruz habían eclipsado al asentamiento de Tres Zapotes. Aunque Tres Zapotes continuaría habitado durante la era clásica, su auge había pasado y la cultura epiolmeca dejaría paso a la Cultura clásica de Veracruz.